# Et forspildt Liv
Et forspildt Liv er en dansk kortfilm med ukendt instruktør. Filmen er udført af skuespillere ved de københavnske teatre.

## Handling
Denne artikel mangler et handlingsreferat. Hjælp os med at skrive det.